# Annika Jakobsen
Annika Jakobsen (født 25. februar 1997) er en dansk håndboldspiller, der spiller for Silkeborg-Voel KFUM. Hun har tidligere optrådt for Herning-Ikast Håndbold og Skanderborg Håndbold.
Hun var med til at vinde det danske mesterskab tilbage i 2015, sammen med FC Midtjylland Håndbold, efter finalesejre over Team Esbjerg.